# Ethan Page
Julian Logan Micevski (né le 20 septembre 1989 à Stoney Creek (Ontario)) est un catcheur (lutteur professionnel) canadien. Il travaille actuellement à la World Wrestling Entertainment, dans la division NXT, sous le nom d'Ethan Page.

## Carrière

### Circuit Indépendant (2006-...)
Micevski s'entraîne pour devenir catcheur en 2006 auprès de Rip Impact et Ernie Moore mais il n'apprend pas grand chose. Il fait ensuite la connaissance de Michael Elgin qui l'aide à progresser et qu'il crédite comme étant son mentor car il a plus appris sur le tas.

### All American Wrestling (2010-...)
Lors de One Twisted Christmas 2013, lui et Michael Elgin battent Kung Fu Manchu (Louis Lyndon & Marion Fontaine) et Zero Gravity (Brett Gakiya et CJ Esparza) et remportent les AAW Tag Team Championship. Lors de The Chaos Theory 2014, ils conservent leur titres contre Ricochet et Uhaa Nation.

### Evolve Wrestling (2014-2017)
Lors de EVOLVE 39, il perd contre Chris Hero.
Lors de EVOLVE 60, il perd contre Drew Galloway.
Lors de EVOLVE 84, il perd contre Zack Sabre, Jr. et ne remporte pas le Evolve Championship, mais lors de EVOLVE 85, il bat Donovan Dijak.
Il commence ensuite à faire équipe avec ACH et les deux hommes se font appeler Troll Boys. Lors de EVOLVE 92, ils battent The Lethal Enforcers (Anthony Henry et James Drake) et remportent les Evolve Tag Team Championship.

### Southside Wrestling Entertainment (2017)
Lors de SWE 7th Anniversary Show: Masked Mania, il bat BT Gunn, HC Dyer, Mike Bird, Sean Kustom, Senza Volto et Tucker dans un Seven Way Match et remporte le SWE Heavyweight Championship.

### Impact Wrestling (2017-2021)

#### Chandler Park (2017-2018)

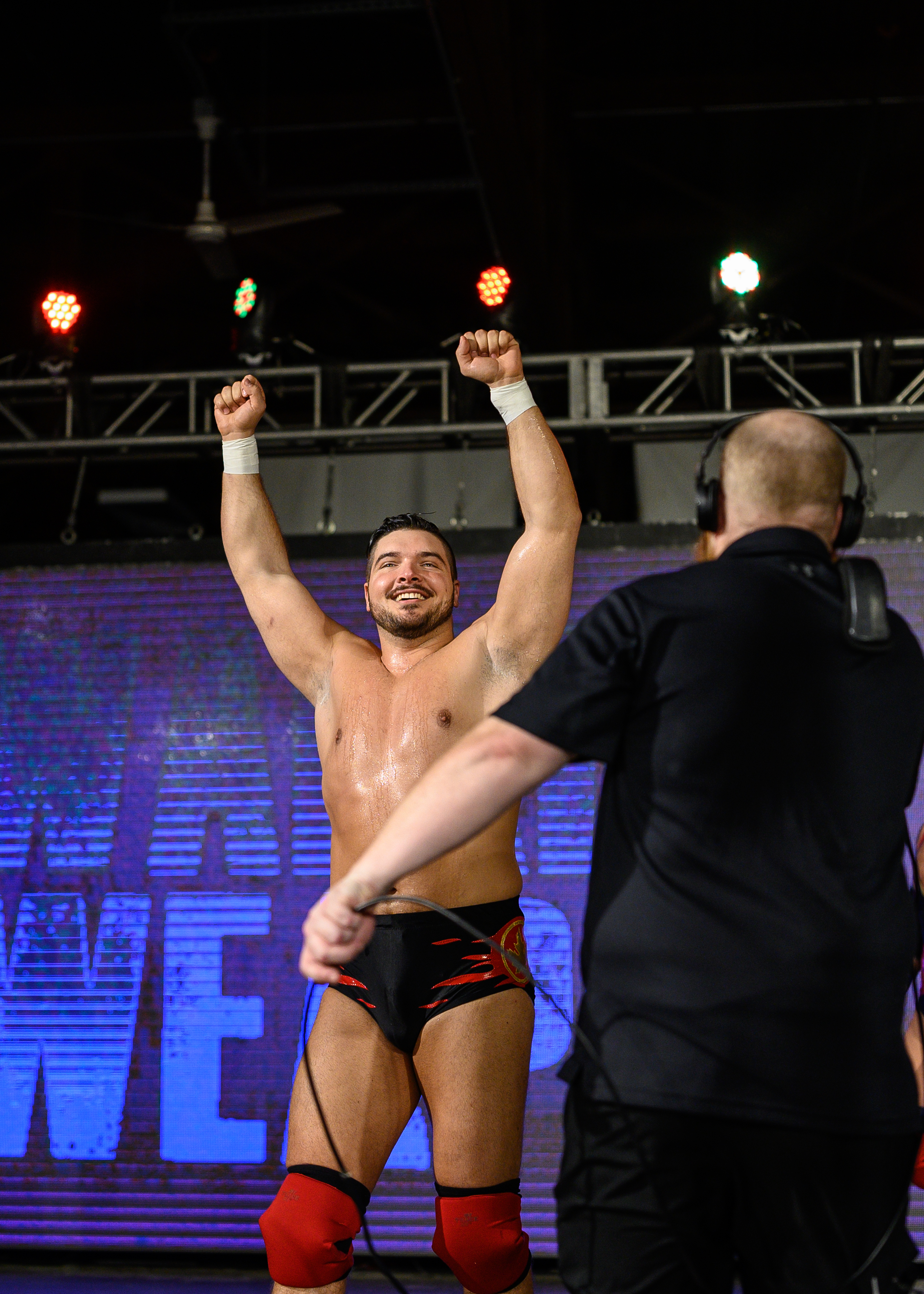
Page commence à travailler à Impact Wrestling en 2017

Il fait ses débuts le 30 novembre 2017 en tant que Chandler Park, cousin de Joseph Park. Le 4 janvier 2018, il fait ses débuts dans le ring en battant Joe Bolen.

#### Retour et Alliance avec Matt Sydal (2018-2019)
Le 4 octobre 2018, il fait retour à Impact sous le nom de Ethan Page en tant que heel en permettant à Matt Sydal de battre Rich Swann. Lors de Bound for Glory 2018, lui et Sydal perdent contre Rich Swann & Willie Mack.
Lors de Homecoming 2019, il perd le Ultimate X au profit de Rich Swann. Trey Miguel et Jake Crist participaient aussi à ce match.

#### The North et départ (2019-2021)

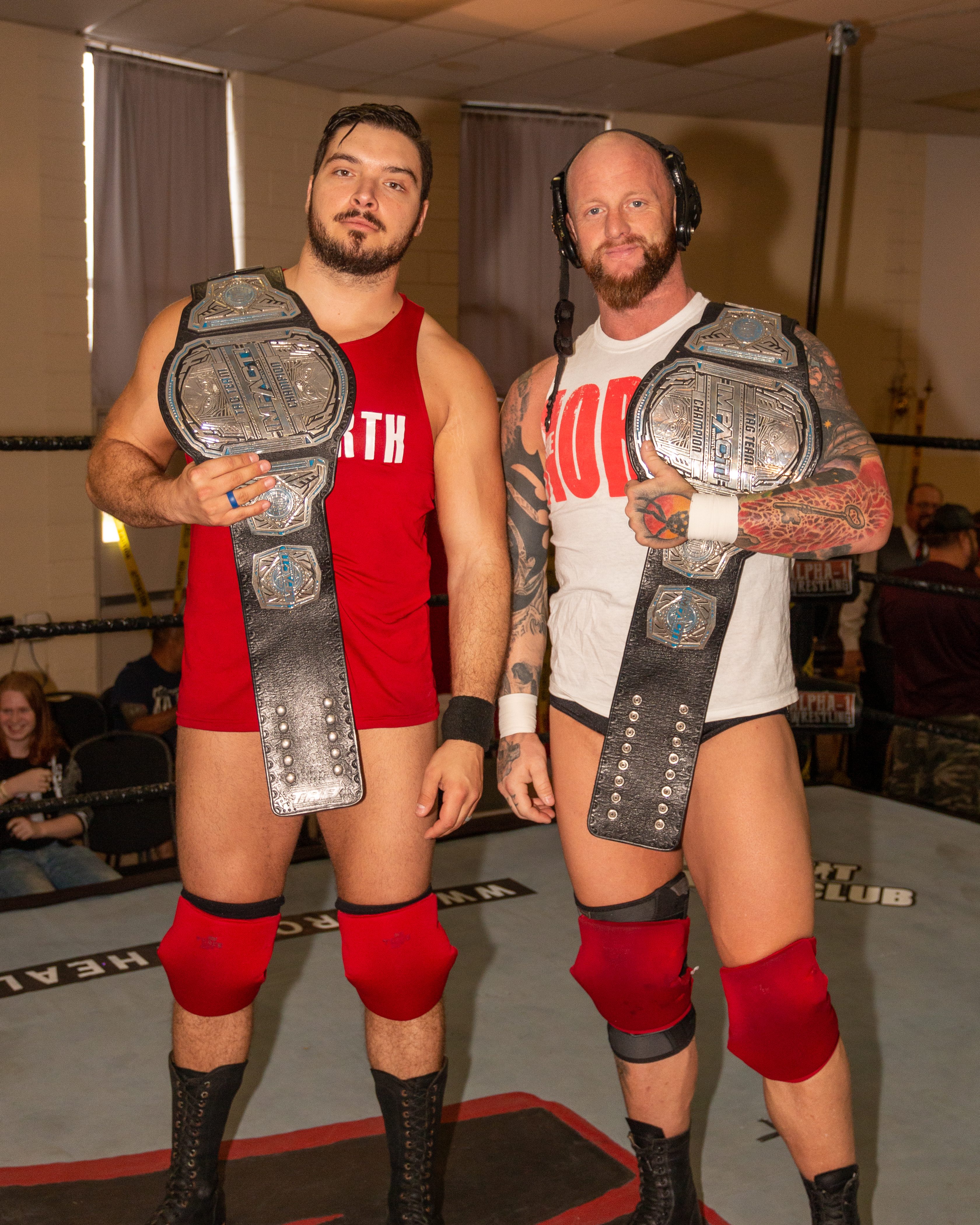
Ethan Page (à gauche) et Josh Alexander en tant que Impact World Tag Team Champions

Le 12 avril à Impact, il fait ses débuts par équipe avec Josh Alexander sous le nom de The North. Ils battent ensemble deux jobbers.
Lors de Bash At The Brewery, lui et Josh Alexander battent The Latin American Xchange et remportent les Impact World Tag Team Championship. Lors de Slammiversary XVII, ils conservent leurs titres contre The Latin American Xchange et The Rascalz (Dez et Wentz).
Lors de Slammiversary 2020, ils conservent leurs titres contre Ken Shamrock et Sami Callihan, puis après le match, ils sont défiés par The Motor City Machine Guns (Alex Shelley et Chris Sabin). Lors de l'épisode de Impact suivant ce show, ils perdirent les titres contre The Motor City Machine Guns après 383 jours de règne. Le 14 novembre lors de Turning Point, ils perdent les titres face à The Good Brothers. Peu après, la relation entre Page et Alexander se tend.
Le 15 décembre à Impact, Page intervient dans le match opposant Brian Myers aJosh Alexander, émergeant sous les traîts de son alter-ego "The Karate Man", il s'en prend à Myers, faisant perdre Alexander par disqualification ce qui mènera à la rupture de The North.
Le 16 janvier 2021 lors de Hard to Kill, Page s'affronte lui-même (le Karate Man) lors d'un match cinématographique qui se conclut par la "mort" de Page. Ce sera sa dernière apparition à Impact.

### All Elite Wrestling (2021-2024)

#### Débuts et alliance avec Scorpio Sky (2021-2022)
Le 7 mars 2021, il signe officiellement à la All Elite Wrestling. Le même jour à Revolution, il fait ses débuts avec la fédération, en tant que Heel, en participant au Face of Revolution Ladder Match, mais ne remporte pas le jeton, gagné par Scorpio Sky. Le 10 mars à Dynamite, il dispute son premier match en battant Lee Johnson. Le 31 mars à Dynamite, Scorpio Sky s'allie à lui, dans une promo que les deux hommes effectuent ensemble et se font appeler Men of the Year.
Le 30 mai à Double or Nothing, Scorpio Sky et lui perdent face à Sting et Darby Allin.
Le 1er juillet à Fyter Fest Night 1, il perd face à Darby Allin dans un Coffin Match.
Le 13 novembre à Full Gear, American Top Team (Dan Lambert, Junior Dos Santos et Andrei Arlovski), Scorpio Sky et lui perdent face à l'Inner Circle dans un 10-Man Minneapolis Street Fight Tag Team Match.
Le 29 mai 2022 à Double or Nothing, Paige VanZant, Scorpio Sky et lui battent Tay Conti, Sammy Guevara et Frankie Kazarian dans un 6-Person Tag Team Match.

#### Alliance avec The Firm, forcée avec les Hardys et départ (2022-2024)
Le 14 septembre à Dynamite, il rejoint officiellement le clan de Stokely Hathaway : The Firm.
Le 14 octobre à Rampage, il bat Isaiah Kassidy. Stokely Hathaway rachète le contrat de Matt Hardy et ce dernier est contraint de travailler pour lui.
Le 5 avril 2023 à Dynamite, il ne remporte pas le titre FTW, battu par HOOK par soumission. À la suite de sa défaite, l'aîné des Hardys est libéré de son contrat avec le leader du clan. Le 28 mai lors du pré-show à Double or Nothing, les Gunns et lui perdent face aux Hardys et HOOK dans un Trios match, et il est contraint de travailler avec Matt Hardy. Le 30 juin à Collision, il effectue un Face Turn en confrontant le champion du monde de la compagnie, MJF, et le défie dans un match pour son titre, accepté par ce dernier. Mais il ne remporte pas la ceinture, battu par son adversaire.

### World Wrestling Entertainment (2024-...)

#### Débuts àNXTet champion deNXT(2024-...)
Le 28 mai à NXT, il fait ses débuts dans le show jaune en tant que Heel, où il attaque le champion de NXT, Trick Williams. Le 9 juin à NXT Battleground, il dispute son premier match, mais ne remporte pas la ceinture, battu par ce dernier.
Le 7 juillet à NXT Heatwave, il devient le nouveau champion de NXT en prenant sa revanche sur son même adversaire, puis en battant Je'Von Evans et Shawn Spears dans un Fatal 4-Way match et remporte le titre pour la première fois de sa carrière. Le 1er septembre à NXT No Mercy, il conserve son titre en battant Joe Hendry.
Le 1er octobre à NXT, il ne conserve pas sa ceinture, battu par Trick Williams dans un matche revanche avec CM Punk comme arbitre spécial, ce qui met fin à un règne de 86 jours.

## Palmarès
- Absolute Intense Wrestling
  - 3 fois AIW Absolute Championship

- All American Wrestling

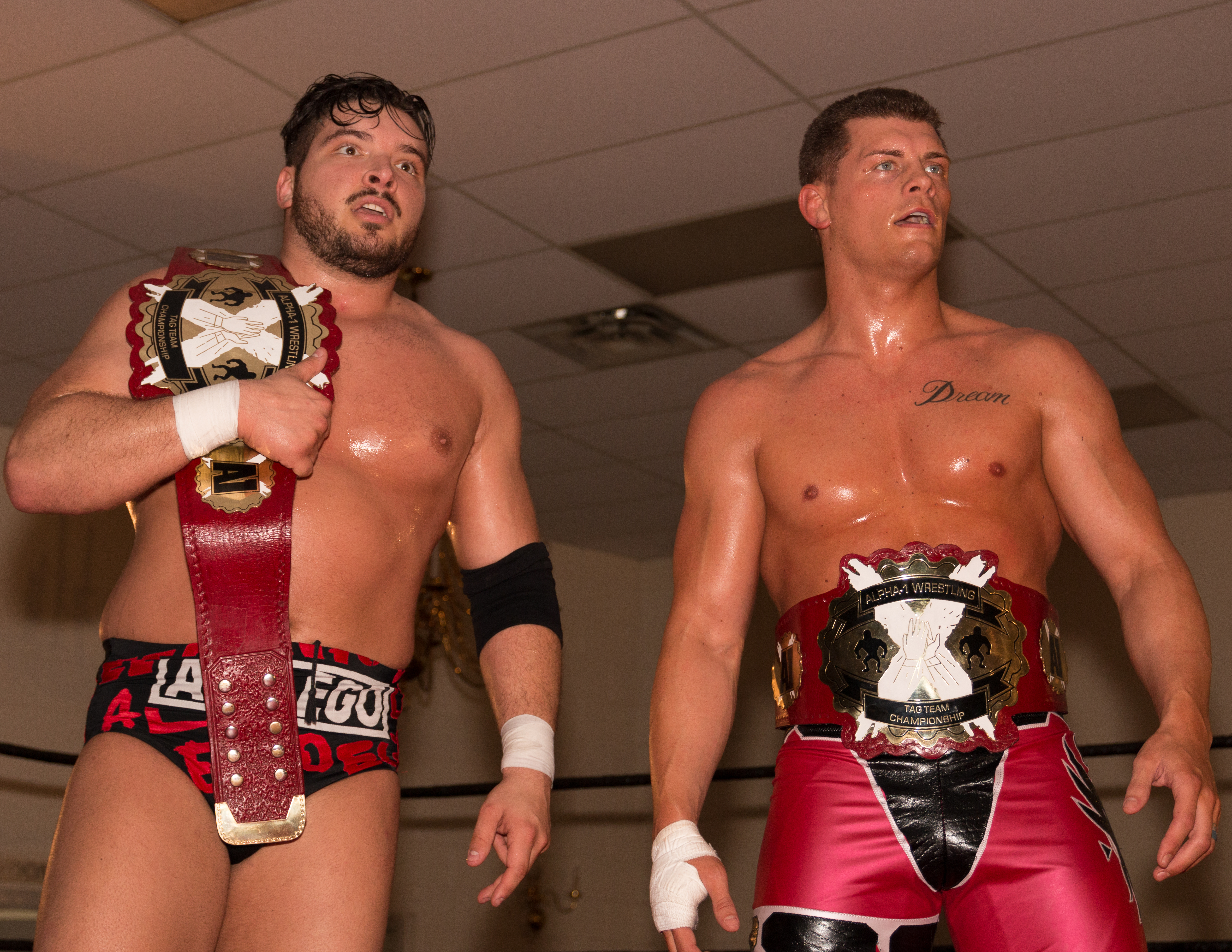
Ethan Page (à gauche) et Cody Rhodes en tant que Alpha-1 Tag Team Champions

  - 2 fois AAW Heavyweight Championship
  - 1 fois AAW Tag Team Championship avec Michael Elgin[35]

- Alpha-1 Wrestling
  - 1 fois A1 Alpha Male Championship
  - 1 fois A1 Outer Limits Championship
  - 2 fois A1 Tag Team Championship avec Cody Rhodes (1) et Josh Alexander (1)
  - A1 Outer Limits Championship Tournament (2017)

- Black Label Pro
  - 1 fois BLP Tag Team Championship avec Danhausen et Swoggle

- Deathproof Fight Club
  - 1 fois DFC Championship

- Evolve Wrestling
  - 1 fois Evolve Tag Team Championship avec ACH

- Fringe Pro Wrestling
  - 1 fois FPW Redline Championship
  - 1 fois FPW Tag Team Championship avec Josh Alexander

- Impact Wrestling
  - 2 fois Impact World Tag Team Championship avec Josh Alexander

- Insane Wrestling League
  - 1 fois IWL Tag Team Championship avec Josh Alexander

- Pro Wrestling Guerrilla
  - 1 fois PWG World Tag Team Championship avec Josh Alexander

- Union Of Independent Professional Wrestlers
  - King of Toronto (2013)
  - 1 fois UNION Heavyweight Championship
  - 1 fois UNION Tag Team Championship avec Joey Kings

- World Wrestling Entertainment
  - 1 fois Champion de la NXT
  - 1 fois champion North American Champion

## Récompenses des magazines
- Pro Wrestling Illustrated

| Année | 2009 | 2010       | 2011 | 2012       | 2013 | 2014 | 2015 | 2016 | 2017 | 2018 | 2019 | 2020 | 2021 | 2022 | 2023   | 2024 |
| ----- | ---- | ---------- | ---- | ---------- | ---- | ---- | ---- | ---- | ---- | ---- | ---- | ---- | ---- | ---- | ------ | ---- |
| Rang  | 350  | Non classé | 483  | Non classé | 371  | 358  | 305  | 307  | 182  | 260  | 217  | 186  | 123  | 167  | 170 75 |      |